# Nevskya tuberculata
Nevskya tuberculata är en insektsart. Nevskya tuberculata ingår i släktet Nevskya och familjen långrörsbladlöss. Inga underarter finns listade i Catalogue of Life.